# أولاد فاتحان

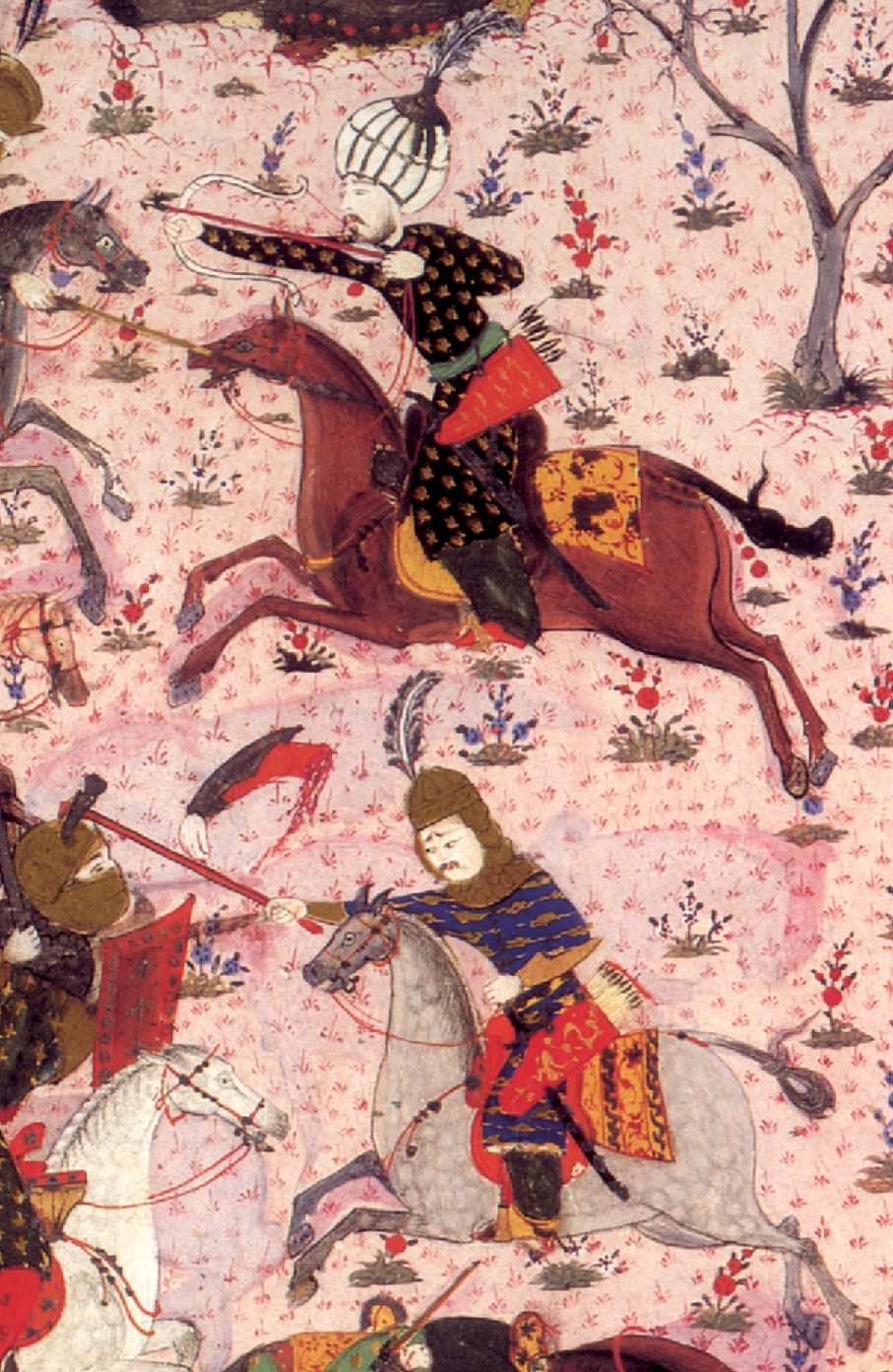

أولاد فاتحان (أولاد الفاتحين) هو الاسم الذي أطلق على المنحدرون من نسل الفاتحين في بعض بلاد الروملي الواقعة في أوربة، والذين تم تهجيرهم من بلاد الدولة العثمانية الآسيوية إلى أراضيها في أوربة، عندما يتم فتح مدن جديدة فيها.
وكانت لهم مزايا ومخصصات مالية والإعفاء من الضرائب، وهي امتيازات ألغيت في عهد التنظيمات سنة 1839 م.